# Drymodes brunneopygia
Drymodes brunneopygia là một loài chim trong họ Petroicidae.